# Qualificazioni alla Coppa delle nazioni oceaniane 2000
Sono elencate di seguito le date e i risultati per le qualificazioni alla Coppa delle nazioni oceaniane 2000.

## Formula
12 membri OFC: 6 posti disponibili per la fase finale. L'Australia e la Nuova Zelanda sono qualificate automaticamente alla fase finale. Rimangono 10 squadre per 2 posti disponibili per la fase finale. Le qualificazioni vengono messe in palio attraverso due competizioni: la Coppa della Melanesia 2000 e la Coppa della Polinesia 2000.

## Coppa della Melanesia
Isole Salomone e Vanuatu qualificate alla fase finale.

## Coppa della Polinesia
Tahiti e Isole Cook qualificate alla fase finale.